# Tibetia everesti
Tibetia everesti är en spindelart som först beskrevs av Hu och Li 1987.  Tibetia everesti ingår i släktet Tibetia och familjen dallerspindlar.
Artens utbredningsområde är Tibet. Inga underarter finns listade i Catalogue of Life.